# Jollas pompatus
Jollas pompatus là một loài nhện trong họ Salticidae.
Loài này thuộc chi Jollas. Jollas pompatus được Elizabeth Maria Gifford Peckham & George William Peckham miêu tả năm 1893.